# Peter Dannenberg (general)
Peter Andreevici Dannenberg (în rusă Пётр Андреевич Данненберг; n. 9 iunie 1792, gubernia Oloneț⁠(d), Imperiul Rus – d. 6 august 1872, Imperiul Rus) a fost un general rus, remarcat în special pentru comanda sa în timpul Războiului Crimeii.

## Biografie
Născut într-o familie aparținând bisericii reformate la 19 iunie 1792 din gubernia Oloneț, educația sa timpurie a fost la Institutul Silvic din Sofia (1807–1810), de la care s-a mutat la Institutul Forestier Imperial din Sankt Petersburg, absolvind în 1811 urmând cursul de geodezie, cu gradul de clasa a XIII-a. La absolvire, a devenit secretar-polițist, dar în același an a decis să treacă la serviciul militar și s-a înscris astfel la Colegiul Kolonnovozhatyh. A absolvit cu succes cursul lor de știință și la 26 ianuarie 1812 a fost promovat la gradul de sublocotenent într-o unitate de intendență și detașat la Divizia 24 Infanterie.
La vârsta de douăzeci de ani, a luptat împotriva invaziei franceze a Rusiei, participând la bătăliile de la Smolensk la 12 iunie 1812, Borodino la 26 august, Tarutino la 6 octombrie și Maloiaroslaveț la 12 octombrie. Pentru acțiunile sale la Maloiaroslaveț a fost distins cu Ordinul Sfântul Vladimir clasa a IV-a, cu săbii și arc și, în final, în perioada 3-10 noiembrie, la Krasnoi. Pentru curajul său, a fost promovat sublocotenent la 4 decembrie 1812. Pe măsură ce rușii au avansat în Germania, el a luptat la Lutzen pe 20 aprilie 1813, pe 16 august lângă Dresda, pe 17 și 18 august la Kulm (pentru care a primit Crucea Kulm) și apoi pe 4 și 6 octombrie lângă Leipzig. În timp ce se afla în rezerve în 1814, a luptat și la Brienne, Arcis-sur-Aube, Fère-Champenoise, la o încăierare în apropiere de Paris pe 18 martie și în cele din urmă la capturarea Parisului pe 19 martie. Marele duce Konstantin Pavlovici l-a numit în personalul său personal și Dannenberg a primit, de asemenea, promovări la locotenent și căpitan, împreună cu Ordinul Sf. Ana clasa a II-a. La 1 august 1814 a fost transferat la Statul Major al Gărzilor. Apoi a fost promovat la rang de colonel (1818) și general-maior (1827) odată cu numirea de cartier-maestru-general șef de stat major al țareviciului.
În timpul războiului din Crimeea, Dannenberg a primit comanda trupelor rusești pe frontul Dunării, unde a pierdut Bătălia de la Oltenița. Când luptele s-au mutat în Crimeea, i s-a dat comanda unei părți din forțele ruse de acolo, care au atacat fără succes pozițiile britanice în timpul Bătăliei de la Inkerman.

## Decorații
- Ordinul Sf. Vladimir clasa a IV-a (1812), clasa I (1862)
- Crucea Kulm (1813)
- Ordinul Sf. Ana clasa a II-a (1814), clasa I (1831)
- Ordinul Sf. Gheorghe clasa a IV-a (1839)